# 織田さえこ
織田 さえこ（おだ さえこ）は、日本の女優、モデル。

## 人物
- 特技：水泳(全国大会出場) 、ピアノ(15年)
- 趣味：ゴルフ、料理

## 出演

### 舞台
- Air studio「想い出パレット〜乙女の戦、両国場所」お嬢役（2017年4月26日-30日）
- 劇団TOY「放課後ワンダーランド」英語教師役（2018年）
- 「白と黒の忘年会」兵士役（2019年）
- 縁劇人「レ・ミゼラブル〜惨めなる人々〜」修道女役（2021年）

### ドラマ
- 高嶺と花 第1話（2019年3月18日、FOD）
- 危険なビーナス 第1話（2020年10月11日、TBS） - 猫の飼い主 役

### バラエティ番組
- 行列のできる法律相談所（2019年4月21日、日本テレビ）再現VTR
- アド街ック天国VTR（2019年）
- 月刊リングス（2019年4月24日、サイゾープロデュース）ゲスト
- ケンコバのバコバコテレビ（2020年9月5日、サンテレビ）ゲスト
- notallミュージックトークライブ『 6U 』（2021年5月23日、wallop）ゲスト

### オリジナルビデオ
- 退魔巫女戦騎トリプルランサー 三姉妹、絶体絶命の果てに（2019年10月25日、ZENピクチャーズ）- イエローランサー/美琴 役[1]

### 雑誌
- FRIDAY GOLD フライデースペシャル増刊（2019年5月15日増刊号）
- ドカント（2019年6月号　Vol.201）
- EX MAX SP（2019年6月11日号）
- 週刊実話（2019年6月20日号）
- カメラマン（2019年8月号）
- ベストカー（2019年8月10日号）
- ヤングキング巻頭グラビア（2020年1月15日号）

### イベント
- Bリーグ群馬クレインサンダーズ公式応援ユニット「LTC」パフォーマー（2018年-2019年）
- DMMぱちタウンエンジェルス（2018年-2021年）
- Miss Grand Japan 2020 Finalist（2020年）
- ダイエットグルメ祭りアンバサダー（2024年６月30日）
- Miss Japan Premium 2024 Top3（2024年）
- 一般社団法人越境ラボ忘年会司会（2024年）

- Mrs SDGs Japan Finalist（2024年）

### ラジオ
- ABC秋田コミュニティー放送「カラフル愛ス」（2019年7月）
- FMらら「さぶすた」（2019年7月）